# Rękojeść mostka

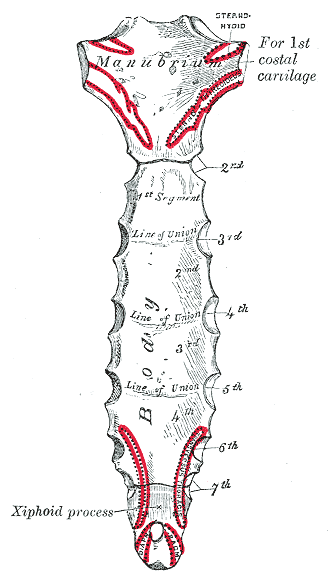
Mostek człowieka. Rękojeść w górnej części ilustracji

Rękojeść mostka (łac. manubrium sterni, praesternum) – dogłowowa część mostka.
Mostek stanowi zbudowaną z tkanki kostnej i często też chrzęstnej strukturę znajdującą się w dobrzusznej części klatki piersiowej. Zbudowany jest on z trzech głównych części. Rękojeść mostka stanowi fragment dogłowowy. Kaudalnie odeń leży trzon mostka, jeszcze bardziej doogonowo zaś wyrostek mieczykowaty. Połączenie rękojeści i trzonu mostka może być różnorakie. U świni czy przeżuwaczy kości te łączy staw. U innych taksonów występować może chrząstkozrost, który w miarę starzenia się zwierzęcia ulega kostnieniu.
Rękojeść nosi na sobie parzyste wcięcie żebrowe dla żeber I pary. Z kolei rękojeść i trzon oddziela od siebie wcięcie żebrowe dla II pary żeber. Wcięcia obojczykowe z kolei występują tylko u części gatunków, mianowicie u tych, u których występuje obojczyk. Wymienia się tutaj naczelne czy królika.